# 内海町 (和歌山県)
内海町（うつみちょう）は、和歌山県海草郡にあった町。旧:名草郡。郡内の2町1村と合併して海南市となり消滅した。
町名は黒江湾の内海に面していることから。

## 地理
- 河川: 山田川 - 鳥居・名高・築地地区

### 隣接していた自治体
- 海草郡
  - 黒江町（現:海南市）
  - 日方町（現:海南市）
  - 大野村（現:海南市）
  - 仁義村（後:下津町、現:海南市）
  - 加茂村（後:下津町、現:海南市）
  - 塩津村（後:下津町、現:海南市）

## 沿革
- 1889年4月1日 - 町村制施行に伴い冷水浦・藤白浦・鳥居浦・名高浦が合併して名草郡内海村が成立。
- 1896年4月1日 - 郡の統合により名草郡が海部郡と合併して海草郡となる[1]。
- 1919年 - 埋め立てにより大字築地が成立。
- 1921年2月11日 - 内海村が町制施行して内海町となる。
- 1934年5月1日 - 日方町・黒江町・大野村と合併して海南市となる。

## 交通

### 鉄道
- 日本国有鉄道
  - 紀勢本線: 日方町駅 - 冷水浦駅

### 道路
- 国道
  - 国道42号
  - 国道370号
- 一般県道
  - 和歌山県道135号和歌山海南線
- 高速道路
  - 1974年10月25日に阪和自動車道が開通し、藤白地区に海南インターチェンジが設置された。